# Satyrichthys adeni
Satyrichthys adeni és una espècie de peix pertanyent a la família dels peristèdids.

## Descripció
- Fa 70 cm de llargària màxima.[6]

## Hàbitat
És un peix marí i demersal que viu entre 58 i 295 m de fondària.

## Distribució geogràfica
Es troba des de la badia Mossel (Sud-àfrica) fins a la badia Delagoa (Moçambic). També és present al nord de l'Índic i Taiwan.

## Observacions
És inofensiu per als humans.